# スンバ島

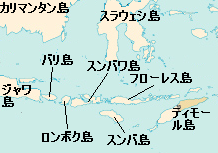
スンバ島の位置

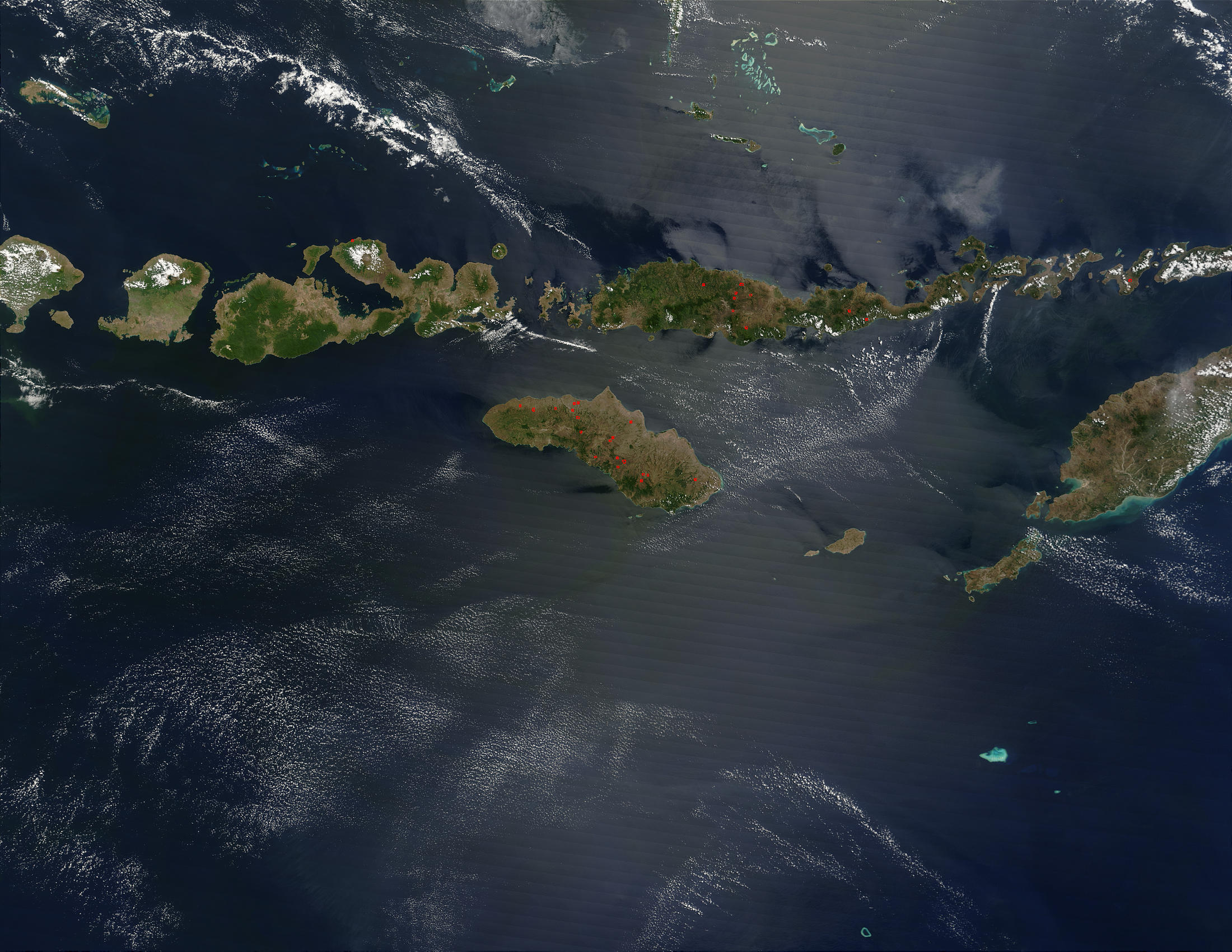
小スンダ列島の衛星写真。スンバ島は中央

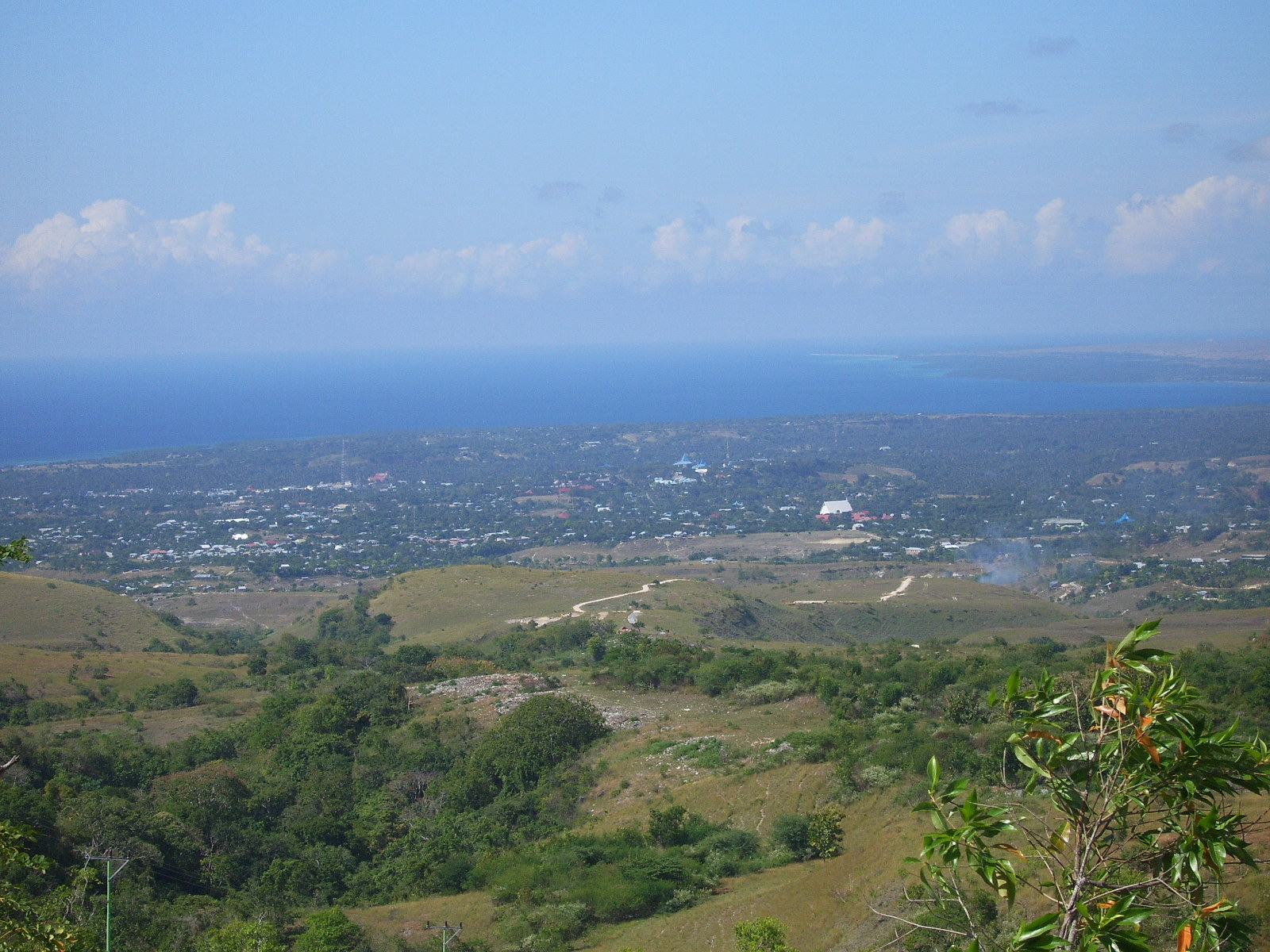
ワインガプ

スンバ島（スンバとう、インドネシア語:Pulau Sumba）は、インドネシアの小スンダ列島にある島。
旧称サンダルウッド島（英語：Sandalwood Island、蘭語：Sandelhouteiland)。北はスンバ海峡を隔ててフローレス島が位置し、東はサヴ海、南および西はインド洋となる。東ヌサ・トゥンガラ州に属する。面積は11,153km2。人口は350,000〜425,000人と推定されている。山がちで平地が少ないが高山はなく、最高峰はワンガメティ山（1225m）。中心地は北海岸のワインガプ。
スンバ島は白檀の原産地といわれ、島の旧称のサンダルウッドは英語で白檀を意味している。

## 気候
サバナ気候で、雨季（12月〜4月）と乾季（5月〜11月）に分かれる。かつては豊かな森林に覆われていたが、過放牧や野焼きで荒廃し、現在の森林被覆率は10%程度しかない。

## 歴史
植民地化以前のスンバ島は複数の小集団が分かれて居住していた。その幾つかはマジャパヒト王国と従属関係にあったと考えられている。
1522年に、初めてヨーロッパ人が到達。
1866年までに、オランダ領東インドに属するようになる。しかし20世紀に入るまではオランダの直接支配は行われなかった。

## 文化
言語はオーストロネシア語族のスンバ語の話者が多数を占める。宗教は土着宗教でアニミズムのマラプ(Marapu)教が25〜30%、残りのほとんどがキリスト教で、スンナ派のイスラム教は少数派で海岸部にすんでいる。また、精霊「マラプ」を信仰するアニミズムも残っている。
スンバ島には巨石墳墓が各地にあり、現在でも伝統的な手法で造り続けられている。墳墓の形状は地域によってさまざまで、石の大小や彫刻の有無、墓の立地など、村によって異なる。最も大きい墓石は長さ5mのものがある。

## スンバ島を舞台にした作品
モーリー・スリヤ監督『マルリナの明日』